# Julian Rauchfuss
Julian Rauchfuss (* 2. September 1994 in Mindelheim) ist ein ehemaliger deutscher Skirennläufer. Er startete hauptsächlich im Riesenslalom und Slalom. Seinen größten Erfolg feierte er mit dem Gewinn der Silbermedaille im Mannschaftswettbewerb bei den Olympischen Winterspielen 2022.

## Biografie
2011 wurde Rauchfuss in den DSV-Kader berufen. In den Saisons 2013/14 und 2014/15 verletzte er sich an der linken Schulter und musste sich beide Male einer Operation unterziehen. Im Winter 2016/17 konnte der Technikspezialist im Europacup wieder Fuß fassen.
Sein Weltcupdebüt feierte Rauchfuss am 22. Dezember 2017 im Slalom von Madonna di Campiglio, ohne sich jedoch für den 2. Durchgang zu qualifizieren.
2018/19 startete er mit einem dritten Platz beim Riesenslalom im Sarntal erfolgversprechend in die Saison. Daraufhin wurde er für die Weltcups in Alta Baida, Adelboden und Krajnska Gora nominiert. Leider verpasste der Sportsoldat jeweils knapp den Cut für die Teilnahme am Finale. Im Europacup hingegen zeigte Julian sehr solide Leistungen und rangierte am Ende der Saison auf dem achten Platz in der Riesenslalomwertung. Während Rauchfuss im Winter 2019/2020 im Europacup mit Top-Ergebnissen überzeugen konnte und dabei bei drei Slaloms auf dem Podest stand, scheiterte er im Weltcup jeweils knapp an der Qualifikation für den Finaldurchgang.
Die 2020/21 begann für ihn sehr vielversprechend. Am 27. November 2020 konnte er mit Platz 22 im Parallelriesenslalom von Lech erstmals Weltcuppunkte gewinnen. Einige Tage später feierte er seinen ersten Sieg im Europacup im Riesenslalom in Gurgl. Auch bei seinem zweiten Start in einem Weltcuprennen in dieser Saison kam er mit Rang 26 in die Punkte.
In der darauf folgenden Saison konnte Rauchfuss seine Leistungen weiter steigern, als er am 14. November beim Parallelriesentorlauf in Lech/Zürs auf Rang 9 und damit erstmals unter die besten zehn fuhr. Aufgrund dieses Ergebnisses wurde er für die Olympischen Winterspiele 2022 in Peking nominiert. Nach Rang 20 im Riesenslalom und einem Ausscheiden im Slalom gewann Rauchfuss überraschend mit der deutschen Mannschaft um Emma Aicher, Lena Dürr, Alexander Schmid und Linus Straßer die Silbermedaille im Mannschaftswettbewerb.
Am 3. April 2023 gab Rauchfuss überraschend sein Karriereende bekannt.

## Auszeichnungen
- 2022: Silbernes Lorbeerblatt[2]

## Erfolge

### Olympische Spiele
- Peking 2022: 2. Mannschaftswettbewerb, 20. Riesenslalom

### Weltcup
- 1 Platzierung unter den besten zehn
- 1 Podestplatz bei Mannschaftswettbewerben

### Weltcupwertungen
| Saison  | Gesamt | Gesamt | Riesenslalom | Riesenslalom | Slalom | Slalom | Parallel | Parallel |
| Saison  | Platz  | Punkte | Platz        | Punkte       | Platz  | Punkte | Platz    | Punkte   |
| ------- | ------ | ------ | ------------ | ------------ | ------ | ------ | -------- | -------- |
| 2020/21 | 129.   | 14     | –            | –            | 48.    | 5      | 22.      | 9        |
| 2021/22 | 94.    | 55     | 40.          | 19           | 54.    | 7      | 9.       | 29       |

### Europacup
- Saison 2019/20: 6. Gesamtwertung, 6. Slalomwertung
- Saison 2020/21: 7. Gesamtwertung, 4. Riesenslalomwertung
- 5 Podestplätze, davon 1 Sieg:

| Datum            | Ort   | Land       | Disziplin    |
| ---------------- | ----- | ---------- | ------------ |
| 3. Dezember 2020 | Gurgl | Österreich | Riesenslalom |

### Weitere Erfolge
- 4 Siege in FIS-Rennen